# Verkiezing van de Nationale Vergadering van Weimar
De verkiezing van de Nationale Vergadering van Weimar vond op 19 januari 1919 plaats.
Na de nederlaag in de Eerste Wereldoorlog en de afdanking van de Keizer werd het belangrijk om tot een nieuwe grondwet te komen. Belast met het opstellen daarvan werd een grondwetgevende vergadering, die via algemeen, enkelvoudig kiesrecht moest worden gekozen. Omdat er nog geen vredesverdrag met de Entente-mogendheden was, werd er door de nieuwe Duitse regering besloten om de verkiezingen te houden in alle streken die voor de oorlog onderdeel uitmaakten van het Duitse Rijk. Uitgesloten waren echter het reeds door Frankrijk geannexeerde Elzas-Lotharingen en het door Polen bezette Posen.
Op 19 januari 1919 kozen de kiesgerechtigde Duitse mannen en vrouwen, 423 leden tellende grondwetgevende vergadering. De meeste zetels gingen naar de centrumlinkse partijen, de Sociaaldemocratische Partij van Duitsland (Sozialdemokratische Partei Deutschlands), de rooms-katholieke Duitse Centrumpartij (Deutsche Zentrumspartei) en de links-liberale Duitse Democratische Partij (Deutsche Demokratische Partei).
De nieuwgekozen grondwetgevende vergadering kwam niet in het onrustige Berlijn bijeen, maar in het provinciaalse en verlichte Weimar. De nieuwe grondwet die aldaar werd aangenomen kreeg de bijnaam "Grondwet van Weimar" (11 augustus 1919) en het Duitsland van 1919 tot 1933 kreeg dan ook de bijnaam "Weimarrepubliek."

## Uitslag

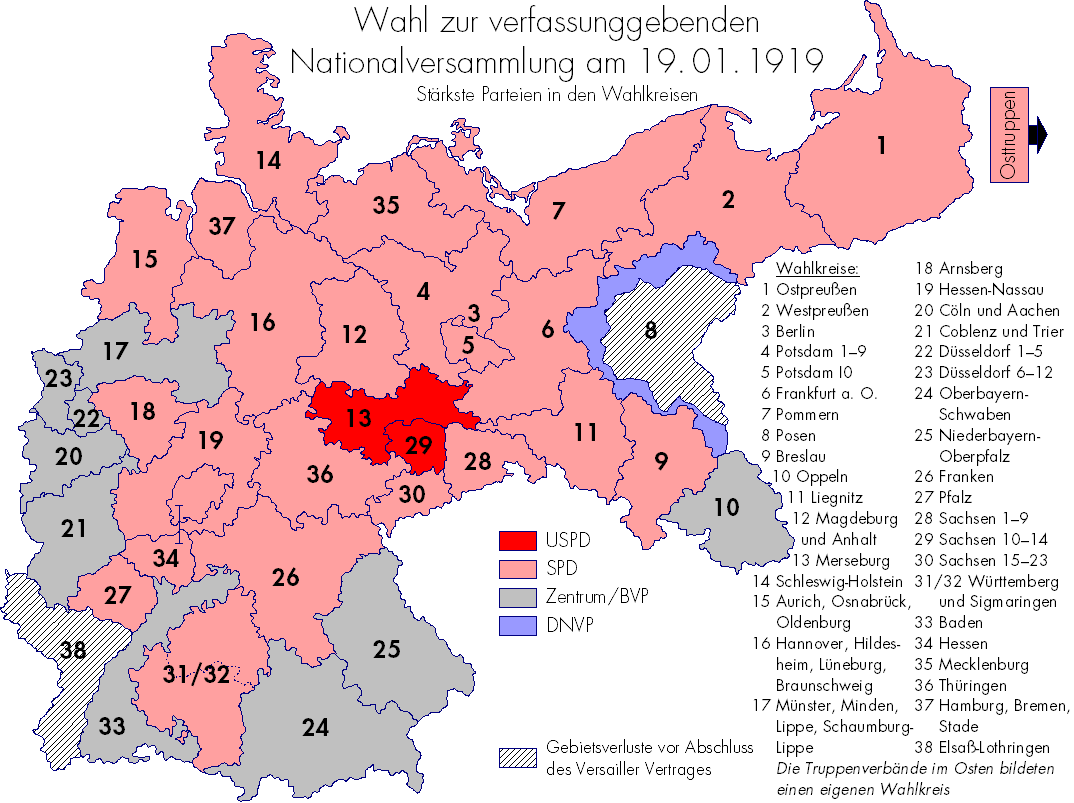
Kaart met de uitslag van de verkiezingen

| Partij | %     | zetels |
| --- | ----- | ------ |
| Sociaaldemocratische Partij van Duitsland (Sozialdemokratische Partei Deutschlands)                                  | 37,9% | 163    |
| Centrumpartij (Zentrumspartei)                                                                                       | 19,7% | 91     |
| Duitse Democratische Partij (Deutsche Demokratische Partei)                                                          | 18,6% | 75     |
| Duitse Nationale Volkspartij (Deutschnationale Volkspartei)                                                          | 10,3% | 44     |
| Onafhankelijke Sociaaldemocratische Partij van Duitsland (Unabhängige Sozialdemokratische Partei Deutschlands)       | 7,6%  | 22     |
| Duitse Volkspartij (Deutsche Volkspartei)                                                                            | 4,4%  | 19     |
| Beierse Boerenbond (Bayerischer Bauernbund)                                                                          | 0,9%  | 4      |
| Duits-Hannoveraanse Partij (Deutsch-Hannoversche Partei)                                                             | 0,3%  | 1      |
| Sleeswijk-Holsteinse Boeren- en Landarbeidersdemocratie (Schleswig-Holsteinische Bauern- und Landarbeiterdemokratie) | 0,2%  | 1      |
| Verkiezingsverbond van Brunswijk (Braunschweigischer Landeswahlverband)                                              | 0,2%  | 1      |
| Totaal | 100%  | 423    |

## Verwijzingen
1. ↑  Na de verkiezing van twee SPD'ers door kiesgerechtigde Duitse militairen van het Oostelijke Leger kwam het aantal gekozen SPD'ers op 165
2. ↑  Verkiezingsalliantie van de DVP, DNVP en de Partij van Nedersaksen en Brunswijk